# Jakob von Nisibis

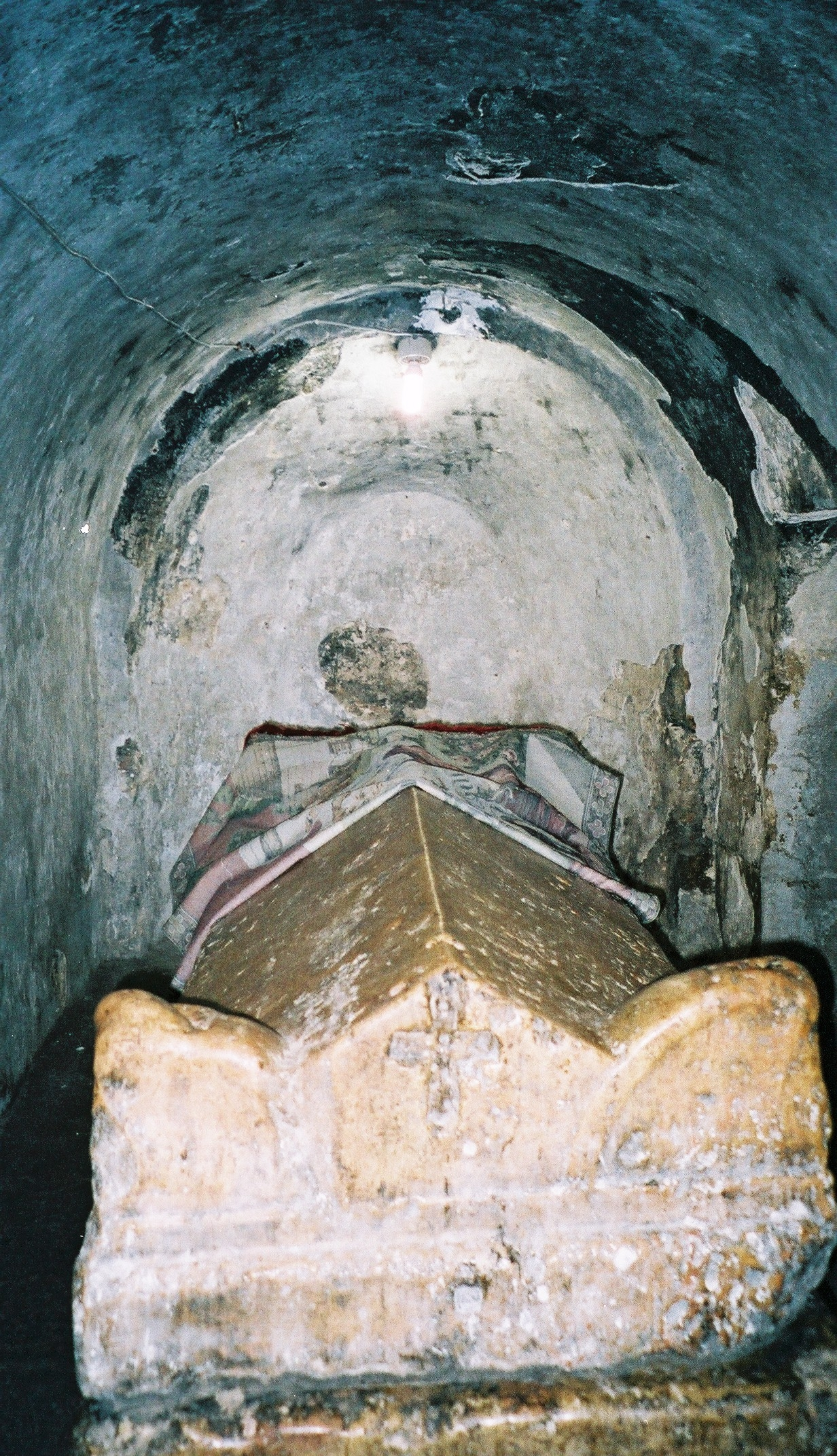
Grab des hl. Jakob in der Jakobskirche in Nusaybin

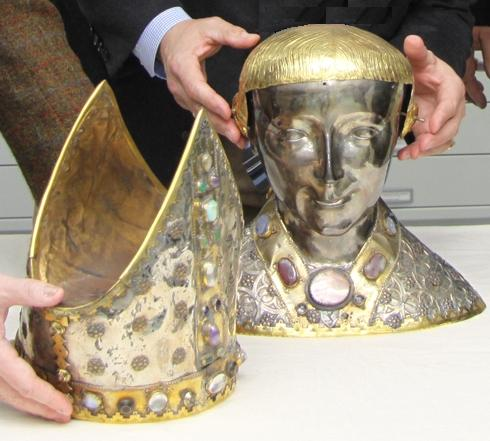
Kopfreliquiar des hl. Jakob von Nisibis im Dommuseum Hildesheim (Hildesheim, 14. Jahrhundert)

Jakob von Nisibis (reichsaramäisch ܝܥܩܘܒ ܢܨܝܒܢܝܐ Yaʿqôḇ Nṣîḇnāyâ; † 338 in Nisibis) war ein frühchristlicher syrischer Eremit und von 309 bis zu seinem Tod Bischof von Nisibis im südöstlichen Kleinasien. Er wird in den meisten christlichen Kirchen des Ostens und Westens als Heiliger verehrt. Sein Gedenktag ist in der katholischen Kirche der 15. Juli, in den meisten orthodoxen Kirchen der 13. Januar.

## Leben
Wie zur gleichen Zeit die ägyptischen Wüstenväter wählte Jakob, über dessen Herkunft nichts bekannt ist, ein streng asketisches Eremitenleben und zog sich dazu mit dem Perser Eugen ins kurdische Bergland zurück. Seine spirituelle Kraft sprach sich herum, und im Jahr 309 wählte ihn die Christengemeinde der damals römischen Grenzstadt Nisibis zu ihrem Bischof. Obwohl er das monastische Leben ungern aufgab, trat er das Amt mit Entschlossenheit und Tatkraft an. Die heute nach ihm benannte ehemalige Bischofskirche in Nisibis/Nusaybin ließ er erbauen. In ihr befindet sich auch sein Grab.
Der berühmte Theologe und Hymnendichter Ephräm der Syrer, um 306 in Nisibis geboren, nennt den Bischof seinen Lehrer.
Im Jahr 325 nahm Jakob am Konzil von Nizäa teil und unterstützte die antiarianische Position des Athanasius. Danach unternahm er eine Pilgerreise nach Jerusalem und wirkte mit bei der Weihe der Grabeskirche.
Die späteren Jahre seines Episkopats waren überschattet von der militärischen Bedrohung Nisibis‘ durch das Sassanidenreich. Wahrscheinlich starb Jakob während der ersten Belagerung durch Schapur II. Die spätere Legende schreibt ihm eine wunderhafte Errettung der Stadt vor einem solchen Angriff zu. Sie sieht in ihm auch den Gründer der Theologenschule von Nisibis, die jedoch nach seinem Tod entstand und nur indirekt, vor allem durch Ephräm, an ihn anknüpfte. Unsicher ist auch die Autorschaft der von der armenischen Tradition mit seinem Namen verbundenen Schriften; sie werden heute eher im Umkreis des syrisch-persischen Mönchs Aphrahat angesiedelt.